# Liste der Baudenkmäler in Mainaschaff
Auf dieser Seite sind die Baudenkmäler in der unterfränkischen Gemeinde Mainaschaff zusammengestellt. Diese Tabelle ist eine Teilliste der Liste der Baudenkmäler in Bayern. Grundlage ist die Bayerische Denkmalliste, die auf Basis des Bayerischen Denkmalschutzgesetzes vom 1. Oktober 1973 erstmals erstellt wurde und seither durch das Bayerische Landesamt für Denkmalpflege geführt wird. Die folgenden Angaben ersetzen nicht die rechtsverbindliche Auskunft der Denkmalschutzbehörde.
 Diese Liste gibt den Fortschreibungsstand vom 15. April 2020 wieder und enthält 3 Baudenkmäler.

## Baudenkmäler
| Lage                                                | Objekt                                | Beschreibung                                                                          | Akten-Nr.    | Bild           |
| --------------------------------------------------- | ------------------------------------- | ------------------------------------------------------------------------------------- | ------------ | -------------- |
| Hauptstraße 36 (in Hauswand eingelassen) (Standort) | Kruzifix, sogenanntes Dahlemskreuz    | Sandstein, bezeichnet mit „1833“                                                      | D-6-71-140-5 | weitere Bilder |
| Schulstraße 11 (Standort)                           | Katholische Pfarrkirche St. Margareta | 1771, Langhaus 1928 von Joh. Adam Rüppel erneuert; mit Ausstattung                    | D-6-71-140-1 | weitere Bilder |
| Weinberg, Die Hundertfünfzig Morgen (Standort)      | Marienkapelle (Lourdeskapelle)        | Kampanile und Zella in einem, mit Vordach, 1954 anstelle eines Vorgängerbaus von 1887 | D-6-71-140-4 | weitere Bilder |
| Weinberg, Die Hundertfünfzig Morgen (Standort)      | Kreuzwegstationen                     | Rotsandsteinädikulen, neugotisch, mit Terrakottareliefs, 1890                         | D-6-71-140-4 | weitere Bilder |

## Ehemalige Baudenkmäler
In diesem Abschnitt sind Objekte aufgeführt, die früher einmal in der Denkmalliste eingetragen waren, jetzt aber nicht mehr. Objekte, die in anderem Zusammenhang also z. B. als Teil eines Baudenkmals weiter eingetragen sind, sollen hier nicht aufgeführt werden. Aktennummern in diesem Abschnitt sind ehemalige, jetzt nicht mehr gültige Aktennummern.

| Lage       | Objekt    | Beschreibung | Akten-Nr.    | Bild |
| ---------- | --------- | ------------ | ------------ | ---- |
| Holzweg () | Bildstock |              | D-6-71-140-2 |      |